# 亚历山德罗·德波尔
亚历山德罗·德波尔（義大利語：Alessandro De Pol，1972年7月15日—），生于的里雅斯特，意大利男子篮球运动员。他曾代表意大利参加2003年国际篮联欧洲锦标赛，获得铜牌。